# Zakleté moře
Zakleté moře (1966, The Secret Sea) je dobrodružný román pro mládež od anglického spisovatele Richarda Armstronga, odehrávající se v jižních polárních mořích. Kromě napínavého děje je v knize velmi podrobně popsán lov velryb a zpracování ulovených zvířat.

## Obsah románu
Vypravěčem příběhu je mladík jménem Thor, který se stejně jako jeho předkové chce stát velrybářem. Když je mu osmnáct let, nalodí se v Southamptonu na tovární loď svého strýce Krogana Orión, pod jehož vedením se vydává do Antarktidy obrovská lovecká výprava. Tovární loď je doprovázena tankovou lodí Rigel s plnými nádržemi paliva, zásobovací lodí Bellatri s obrovským množstvím zásob, náhradních dílů a výstroje a flotilou sedmi lovných člunů.
Thor brzy zjistí jak je velrybářství těžké a kruté a jak při něm záleží i na štěstí. Celá výprava trpí naprostým nedostatkem velryb. Členové výpravy donutí Krogana, aby je zavedl do tajného moře, o kterém ví jen on. To se otvírá jen jednou za rok a nakrátko, ale je plné velryb. Krogan to nejprve odmítá, protože nechce rušit místo zasvěcené ochraně těchto tvorů, ale když onemocní srdeční chorobou, podlehne nátlaku. Thor také zjistí, že jde o místo, kde zmizel jeho otec.
V tajném moři je tak obrovské množství velryb, že všichni pracují do úmoru. Ale výpravu současně začíná pronásledovat řetěz nešťastných náhod, který si vybírá svou daň na lodích i na lidech. Postupně přijdou o čtyři lovné čluny i s většinou posádky. Na tovární lodi dochází ke smrtelným úrazům. Pak strýc Krogan zemře na srdeční chorobu a zdecimovaná výprava prchá na sever, aby se dostala do teplejších vod dřív, než plochy jižních polárních moří zamrznou a uvězní je. Přitom se potopí další lovný člun i s posádkou. Všichni začínají věřit tomu, že tajné moře je začarované a výpravu trestá za to, že do něj pronikla. Když se konečně dostanou na volné moře a zamíří k ostrovu Jižní Georgie, dojde na Oriónu k výbuchu v kotelně, při kterém loď se v bouři rozlomí. Thor se zachrání v malém nafukovacím záchranném člunu a když jej najde záchranná loď, zjistí, že je jediný, kdo přežil.

## Česká vydání
- Zakleté moře, Albatros, Praha 1972, přeložila Libuše Burianová-Hasenöhrlová